# Aphodius confirmatus
Aphodius confirmatus là một loài bọ cánh cứng trong họ Scarabaeidae. Loài này được A.Schmidt miêu tả khoa học năm 1916.